# Stéberl András
Stéberl András (Bazin, 1888. szeptember 26. – Gyula, 1948. május 26.) hentes, az iparjogvédelmi oltalom alatt álló gyulai kolbász, neves márka megteremtője, cégalapító húsgyáros.

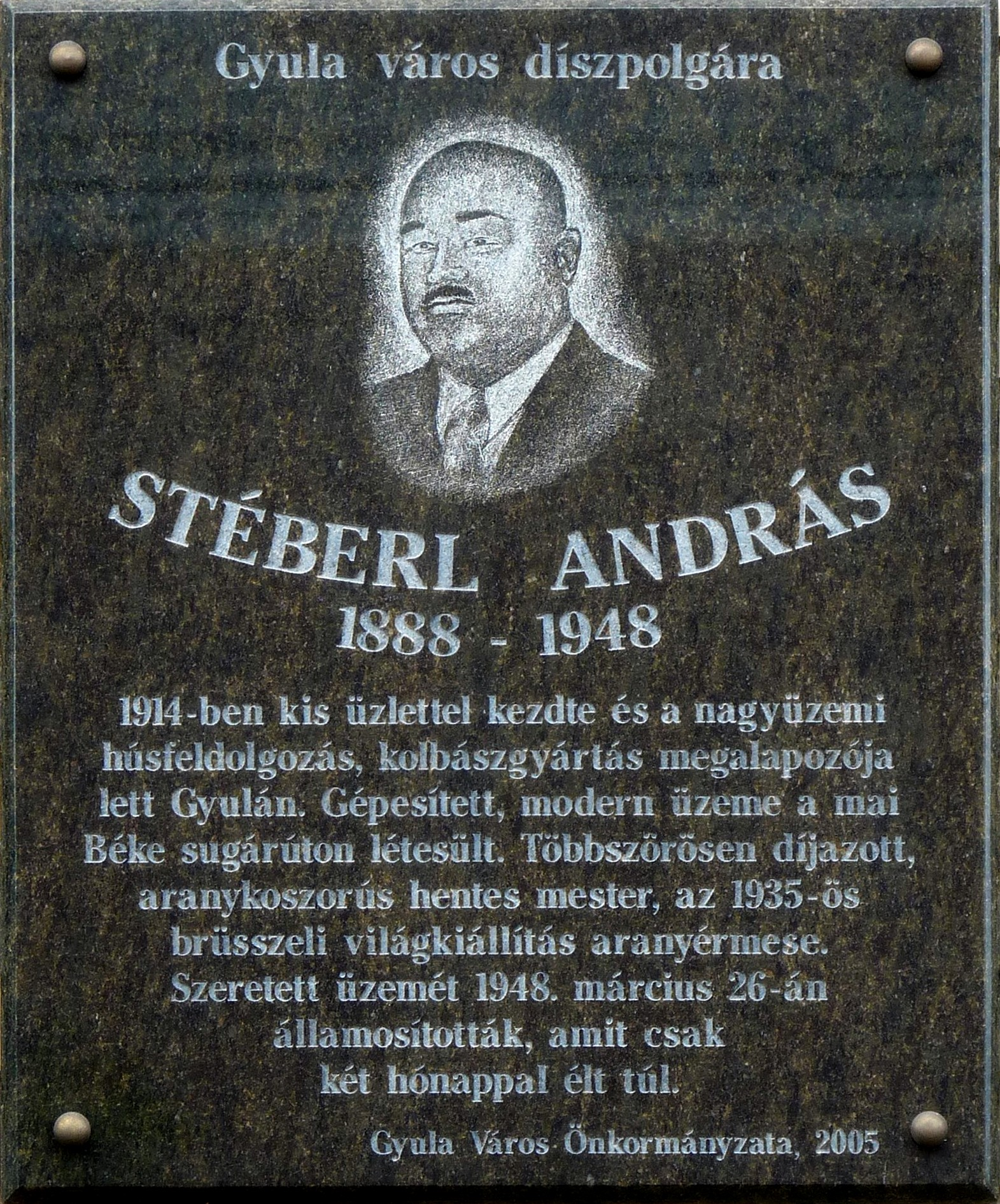

## Életrajza
1888. szeptember 26-án született az akkori Pozsony vármegyei Bazinban (szlovákul Pezinok, németül Bösing), a mai Szlovákia területén. Édesapja Stéberl Mihály szőlősgazda, édesanyja pedig Wavrinszky Zsuzsanna lengyel nemesi család leányának sarja.
1903. július 1-jén Pozsonyban Pentz Lajos híres hentesmesterhez szegődött tanoncnak, ahol a már gépesített műhelyben jutott új ismeretek birtokába. 1906. augusztus 10-én kapott segédlevelet, de három évig mestere mellett dolgozott.
A katonai szolgálat évei következtek, ezután Mihály bátyja meghívására Gyulára ment, és a József szanatórium főgépésze lett.
Ezután Balogh József gyulai kolbászgyártó üzemében helyezkedett el, ahol megismerte a kézi kolbászgyártás műveleteit, egy év múlva, 1913 végén kiváltotta az iparigazolványt. 1914. január 1-jén nyitotta meg üzletét a Városház utca 19. szám alatt, bátyja házában.
Az első világháborúban behívták katonának, és 1918-ig teljesített szolgálatot.
1919. július 6-án kötött házasságot Békéscsabán Szák György csabai földbirtokos 21 éves leányával. Házasságukból két leány és egy fiú született: Zsuzsanna, Ilona és András.
(Unokái: Benkő Benedek ny. művelődési szakember, dr. Kecskeméti Katalin gyermekorvos, Kecskeméti Sándor, Munkácsy díjas iparművész, szobrász, Kecskeméti Zoltán közlekedési mérnök, Stéberl András szállodai szakember.
A háború után egy nagyszerű ötlettel – mai szóval jó marketing munkával – keresletet teremtett a budapesti húsboltokban, aminek egyenes következménye volt az egyre nagyobb megrendelés.
Legrangosabb eredménye, hogy a gyulai kolbász termékével az 1935-ös brüsszeli világkiállításon aranyérmet nyert. 1937-ben az Országos Iparegyesület aranykoszorúval tüntette ki. 1936-ban Kiss Sándor iparművésszel elkészíttette a gyár védjegyét, ami más felirattal ma is használatos.
Sikerei ellenére szerény ember maradt, városszerte ismerték és szerették. A gyulai evangélikus egyházközösség aktív tagja volt, és jelentős adományokat adott. 1927-től 1932-ig a gyülekezet gondnoka volt.
1948. március 26-án államosították a gyárát, a család vagyon nélkül maradt. Az államosítás után az üzem új vezetői Stéberl András munkájára nem tartottak igényt, ez a tragikus csapás  megrövidítette az életét. 1948. május 26-án, szívroham nyomán, 59 éves korában meghalt.

## Emlékezete
- Ma úgy mondanánk, hogy Stéberl András „self made man" volt, a 21. században úgy mondanánk „brandet" épített, amely maga a messze földön híres Stéberl-kolbász volt.

## Díjai, elismerései
- 1935-ös Brüsszeli Világkiállítás aranydíja
- 2005-ben díszpolgárrá választotta Gyula képviselő testülete